# オグリワン
オグリワン（Oguri One、1992年2月9日 - 2022年7月5日）は、日本の競走馬。オグリキャップの第1子として話題になった。競走馬としてはオープンのききょうステークス勝ちが最高であったが、石橋守とのコンビで1994年の小倉3歳ステークスで2着となった。また福永祐一の重賞初騎乗時の騎乗馬でもある。

## 生涯

### 出生
1992年2月9日、前年に種牡馬としてデビューし種付けを行なったオグリキャップの初の産駒として生まれた。「オグリワン」はもともとは牧場で使用する「幼名」であったが、マスコミ報道でこの幼名が知られたことからそのまま競走馬名として登録した。誕生の時は各テレビ局の通常のニュースでも放送され話題となった。またキヤノンのカメラの広告にも登場している。
父・オグリキャップの3代目の馬主である近藤俊典によって購入された。

### 競走馬時代
オグリワンは、父と同じ瀬戸口勉調教師のもとで、父オグリキャップにも騎乗した武豊を鞍上に1994年7月16日の小倉競馬場の新馬戦でデビューし4着、折り返しの8月7日の新馬戦で初勝利をあげた。フェニックス賞7着後、石橋守鞍上で小倉3歳ステークスに挑戦してエイシンサンサンの2着。10月1日のききょうステークスで2勝目を挙げる。
1995年は、アーリントンカップ、若葉ステークスをともに4着とし、皐月賞に挑むが、ジェニュインの16着と惨敗。続く日本ダービーもタヤスツヨシの17着と惨敗した。
以降は古馬になってからも掲示板に乗ることもできずに、1996年3月に地方競馬へ移籍した。
名古屋競馬所属時には、主にAクラスで活躍して3勝をあげ、重賞でも名港盃3着、ダイヤモンドC3着、スプリンター争覇3着など善戦した。中央競馬の交流競走（テレビ愛知オープンとアンタレスステークス）にも出走したがともに惨敗している。
2000年11月から高知競馬に移籍し7戦2勝を挙げ、2001年7月29日のレースを最後に登録を抹消され現役を引退した。
現役時代は109戦7勝（中央で19戦2勝、地方で90戦5勝）。

### 引退後
競走馬生活引退後は、ファン有志で結成された「オグリワンの会」に引き取られて長野県佐久市のスエトシ牧場で余生を送っていた。

### 死亡
2022年7月5日、老衰により死亡したことがスエトシ牧場のTwitterにより発表された。30歳没。

## 血統表
| オグリワンの血統ネイティヴダンサー系 / Native Dancer3*5=15.63% | オグリワンの血統ネイティヴダンサー系 / Native Dancer3*5=15.63% | オグリワンの血統ネイティヴダンサー系 / Native Dancer3*5=15.63% | （血統表の出典）        | （血統表の出典） |
| 父系                                                           | ネイティヴダンサー系                                           | ネイティヴダンサー系                                           | ネイティヴダンサー系    | [ § 2 ]          |
| 父 オグリキャップ 1985 芦毛                                    | 父の父*ダンシングキャップ Dancing Cap 1968 芦毛                | Native Dancer                                                  | Polynesian              | Polynesian       |
| 父 オグリキャップ 1985 芦毛                                    | 父の父*ダンシングキャップ Dancing Cap 1968 芦毛                | Native Dancer                                                  | Geisha                  |                  |
| 父 オグリキャップ 1985 芦毛                                    | 父の父*ダンシングキャップ Dancing Cap 1968 芦毛                | Merry Madcap                                                   | Grey Sovereign          | Grey Sovereign   |
| 父 オグリキャップ 1985 芦毛                                    | 父の父*ダンシングキャップ Dancing Cap 1968 芦毛                | Merry Madcap                                                   | Croft Lady              |                  |
| 父 オグリキャップ 1985 芦毛                                    | 父の母ホワイトナルビー 1974 芦毛                               | *Silver Shark                                                  | Bussion Ardent          | Bussion Ardent   |
| 父 オグリキャップ 1985 芦毛                                    | 父の母ホワイトナルビー 1974 芦毛                               | *Silver Shark                                                  | Palsaka                 |                  |
| 父 オグリキャップ 1985 芦毛                                    | 父の母ホワイトナルビー 1974 芦毛                               | ネヴァーナルビー                                               | *Never Beat             | *Never Beat      |
| 父 オグリキャップ 1985 芦毛                                    | 父の母ホワイトナルビー 1974 芦毛                               | ネヴァーナルビー                                               | センジュウ              |                  |
| 母 ヤマタケダンサー 1982 鹿毛                                  | 母の父*ナイスダンサー Nice Dancer 1969 鹿毛                    | Northern Dancer                                                | Nearctic                | Nearctic         |
| 母 ヤマタケダンサー 1982 鹿毛                                  | 母の父*ナイスダンサー Nice Dancer 1969 鹿毛                    | Northern Dancer                                                | Natalma                 |                  |
| 母 ヤマタケダンサー 1982 鹿毛                                  | 母の父*ナイスダンサー Nice Dancer 1969 鹿毛                    | Nice Princess                                                  | Le Beau Prince          | Le Beau Prince   |
| 母 ヤマタケダンサー 1982 鹿毛                                  | 母の父*ナイスダンサー Nice Dancer 1969 鹿毛                    | Nice Princess                                                  | Happy Night             |                  |
| 母 ヤマタケダンサー 1982 鹿毛                                  | 母の母ヤマタケハロー 1974 鹿毛                                 | *セルティックアッシュ                                          | Sicambre                | Sicambre         |
| 母 ヤマタケダンサー 1982 鹿毛                                  | 母の母ヤマタケハロー 1974 鹿毛                                 | *セルティックアッシュ                                          | Ash Plant               |                  |
| 母 ヤマタケダンサー 1982 鹿毛                                  | 母の母ヤマタケハロー 1974 鹿毛                                 | ハロースカイ                                                   | *Harroway               | *Harroway        |
| 母 ヤマタケダンサー 1982 鹿毛                                  | 母の母ヤマタケハロー 1974 鹿毛                                 | ハロースカイ                                                   | ブランドスカイ F-No.2-i |                  |
| 母系(F-No.)                                                    | 2号族(FN:2-i)                                                  | 2号族(FN:2-i)                                                  | 2号族(FN:2-i)           | [ § 3 ]          |
| 5代内の近親交配                                                | Native Dancer3×5                                               | Native Dancer3×5                                               | Native Dancer3×5        | [ § 4 ]          |
| 出典                                                           | 1. 2. 3. 4.                                                    | 1. 2. 3. 4.                                                    | 1. 2. 3. 4.             | 1. 2. 3. 4.      |

- 曾祖母ハロースカイの仔にツキサムホマレ（函館記念、札幌記念）がいる。